# Ligue de football du Nord-Kivu
La Ligue de football du Nord-Kivu (Lifnoki) est la Ligue de football de haut niveau de la province du Nord-Kivu. Chaque année des clubs de la lifnoki sont relégués dans les divisions inférieures, telle que l'EUFGOM. Cette Ligue fait partie de la Fédération congolaise de football association (FECOFA).
Cette compétition réunit les clubs des villes telles que : Beni, Butembo, Goma
En 2012, la lifnoki devient une 2e Division, à la suite de la création d’une 1re Division répartie en 3 groupes. En 2018, la lifnoki devient une 3e Division, à la suite de la création d’une 2e Division répartie en trois groupes.

## Palmarès
- 2000 : AS Kabasha (Goma)
- 2003 : US Bankin (Goma)[note 1]
- 2006 : DC Virunga (Goma)
- 2008 : DC Virunga (Goma)
- 2010 : DC Virunga (Goma)
- 2012 : AS Dauphins Noirs (Goma)[5]
- 2013 : US Socozaki (Goma)
- 2016 : DC Virunga (Goma)[6]
- 2017 : AS Kabasha (Goma)
- 2018 : AC Capaco (Beni)[7],[8]
- 2021 : US Socozaki (Goma)